# كلايد بلير
كلايد بلير (بالإنجليزية: Clyde Blair)‏ هو منافس ألعاب قوى أمريكي، ولد في 16 سبتمبر 1881 في فورت سكوت في الولايات المتحدة، وتوفي في 3 سبتمبر 1953 في سانتا باربارا في الولايات المتحدة.

## وصلات خارجية
- كلايد بلير على موقع أوليمبيديا (الإنجليزية)